# Сурженко Максим Романович
Максим Романович Сурженко (нар. 28 липня 1999) — український футболіст та футзаліст, півзахисник «Миколаєва».

## Життєпис
Вихованець кропивницької «Зірки», у футболці якої з 2012 по 2016 рік грав в обласних юнацьких змаганнях та ДЮФЛУ. З 2016 по 2017 рік грав за юнацьку та молодіжну команду «Зірки». З 2018 по 2019 рік виступав за «Кристал» (Чортків) в аматорському чемпіонаті України та чемпіонаті Тернопільської області, а також у чемпіонаті Кіровоградської області з футзалу в «Скіфі» (Кропивницький) та «Металурзі» (Кропивницький район).
Напередодні старту сезону 2019/20 років перебрався в «Миколаїв». У дорослому футболі дебютував за «Миколаїв-2», 28 липня 2019 року в переможному (2:1) домашньому поєдинку 1-го туру групи «Б» Другої ліги проти краматорського «Авангарду-2». Максим вийшов на поле в стартовому складі, а на 83-й хвилині його замінив Даниїл Цвєтков. Дебютним голом за «Миколаїв-2» відзначився 6 вересня 2020 року на 59-й хвилині програного (1:2) виїзного поєдинку 1-го туру групи «Б» Другої ліги проти новокаховської «Енергії». Сурженко вийшов на поле на 46-й хвилині, замінивши Владислава Швеця